# 4887 Takihiroi
4887 Takihiroi este un asteroid din centura principală, descoperit pe 2 martie 1981 de Schelte Bus.